# FC Vaduz
O Fußball Club Vaduz (Futebol Clube de Vaduz) é um clube de futebol de Liechtenstein e o único emblema desportivo de massa maior em Vaduz (capital do micro-estado). Atualmente disputa a Challenge League Suíça e participa da Conference League da UEFA como representante do principado (embora dispute o campeonato suíço participa da Taça do Liechtenstein de futebol).
Tradicionalmente é um dos principais fornecedores de jogadores para a Seleção Liechtensteiniense de Futebol, embora o seu plantel atual já não seja composto fundamentalmente por atletas do Liechtenstein.
O Vaduz é o clube com maior número de títulos de uma copa nacional do mundo com 50 conquistas.

## Títulos e Campanhas de destaque

### Liechtenstein
Campeonato de Futebol do Liechtenstein
Campeão (2): 1932, 1936
 Copa do Liechtenstein
Campeão (50):
1948–49, 1951–52, 1952–53, 1953–54, 1955–56, 1956–57, 1957–58, 1958–59, 1959–60, 1960–61, 1962, 1965–66, 1966–67, 1967–68, 1968–69, 1969–70, 1970–71, 1973–74, 1979–80, 1984–85, 1986, 1987–88, 1989–90, 1991–92, 1994–95, 1995–96, 1997–98, 1998–99, 1999–2000, 2000–01, 2001–02, 2002–03, 2003–04, 2004–05, 2005–06, 2006–07, 2007–08, 2008–09, 2009–10, 2010–11, 2012–13, 2013–14, 2014–15, 2015–16, 2016–17, 2017–18, 2018–19, 2021–22, 2022–23, 2023–24
Vice-campeão (13):
1945–46, 1946–47, 1947–48, 1949–50, 1950–51, 1954–55, 1971–72, 1976–77, 1983–84, 1986–87, 1990–91, 1996–97, 2011–12

### Suiça
Swiss Super League (Primeira divisão)
8º lugar (1): 2016.
 Challenge League (Segunda divisão)
Campeão (3): 2002–03, 2007–08, 2013–14
Vice-campeão (3): 2003–04, 2004–05, 2019–20
 1. Liga Promotion (Terceira divisão)
Campeão (2): 1999–2000, 2000–01
Vice-campeão (2): 1983–84, 1998–99

### Europa
UEFA Europa League :
Terceira pré-eliminatória (3): 2009-10 , 2011-12 , 2015-16
UEFA Conference League :
Fase de grupos 2022-2023

## Elenco atual
6 de fevereiro de 2024

Nota: Bandeiras indicam equipe nacional, conforme definido pelas regras de elegibilidade da FIFA. Os jogadores podem ter mais de uma nacionalidade não-FIFA.
| N.º |               | Posição | Jogador                   |
| --- | ------------- | ------- | ------------------------- |
| 1   | Liechtenstein | G       | Benjamin Büchel (capitão) |
| 4   | Liechtenstein | M       | Nicolas Hasler            |
| 5   | Suíça         | D       | Liridon Berisha           |
| 6   | Kosovo        | D       | Fuad Rahimi               |
| 7   | Suíça         | M       | Merlin Hadzi              |
| 8   | Liechtenstein | M       | Sandro Wieser             |
| 9   | Áustria       | A       | Seifedin Chabbi           |
| 10  | Kosovo        | M       | Lorik Emini               |
| 11  | Finlândia     | A       | Tim Väyrynen              |
| 14  | Sérvia        | M       | Milan Gajić               |
| 15  | Suíça         | D       | Roy Gelmi                 |
| 17  | Suíça         | D       | Alessandro Kräuchi        |
| 18  | Suíça         | G       | Matthias Grob             |
| 19  | Suíça         | A       | Dejan Djokic              |

| N.º |                    | Posição | Jogador                                       |
| --- | ------------------ | ------- | --------------------------------------------- |
| 20  | Liechtenstein      | M       | Simon Lüchinger                               |
| 23  | Suíça              | A       | Fabrizio Cavegn                               |
| 24  | Suíça              | M       | Cédric Gasser                                 |
| 25  | Liechtenstein      | G       | Gabriel Foser                                 |
| 27  | Suíça              | D       | Fabian Stöber                                 |
| 28  | Liechtenstein      | D       | Lars Traber                                   |
| 29  | Alemanha           | D       | Gabriel Isik                                  |
| 30  | Suíça              | M       | Théo Golliard (emprestado pelo Young Boys)    |
| 34  | Macedónia do Norte | M       | Ardit Destani                                 |
| 37  | Áustria            | A       | Elvin Ibrisimovic                             |
| 47  | Suíça              | D       | Fabio Fehr                                    |
| 66  | Libéria            | M       | Allen Njie                                    |
| 74  | Suíça              | A       | Elmin Rastoder (emprestado pelo Grasshoppers) |
| 80  | Suíça              | M       | Ryan Fosso                                    |

## Treinadores
- Otto Pfister (1961–63)
- Tibor Lőrincz (1969–71)
- Željko Perušić (1974–75)
- Peter Blusch (1980–82)
- Hans Krostina (1983–85)
- Helmut Richert (1989–90)
- Hans Trittinger (1990–91)
- Hans-Joachim Abel (1994–96)
- Hansruedi Fässler (1996–97)
- Alfons Dobler (1997–99)
- Uwe Wegmann (1999–02)
- Walter Hörmann (2002–03)
- Martin Andermatt (2003–05)
- Hans-Joachim Weller (2005)
- Mats Gren (2005–06)
- Maurizio Jacobacci (2006–07)
- Hans-Joachim Weller (2007)
- Heinz Hermann (2007–08)
- Pierre Littbarski (2008–10)
- Eric Orie (2010–12)
- Sebastian Selke (2012, interino)
- Giorgio Contini (2012–17)
- Daniel Hasler (2017, interino)
- Roland Vrabec (2017–2018)
- Mario Frick (2018–2022)
- Alessandro Mangiarratti (2022)
- Jürgen Seeberger (2023)
- Jan Meyer (2023, interino)
- Martin Stocklasa (2023–2024)
- Marc Schneider[1] (2024–)